# Gilbert Bayaram
Gilbert Bayaram (ur. 7 lipca 1974) – maurytyjski piłkarz grający na pozycji pomocnika. W swojej karierze rozegrał 56 meczów w reprezentacji Mauritiusa.

## Kariera klubowa
Swoją karierę piłkarską Bayaram rozpoczął w klubie Fire Brigade SC. W sezonie 1994/1995 zadebiutował w jego barwach w pierwszej lidze maurytyjskiej. Wywalczył z nim mistrzostwo Mauritiusa w sezonie 1998/1999, trzy wicemistrzostwa w sezonach 1994/1995, 1995/1996 i 1996/1997 oraz zdobył trzy Puchary Mauritiusa w latach 1995, 1997 i 1998. W sezonie 2000/2001 grał w Olympique de Moka, z którym został mistrzem kraju. Z kolei w sezonie 2002 wywalczył wicemistrzostwo z zespołem US Beau Bassin-Rose Hill. W latach 2003–2007 był piłkarzem AS Port-Louis 2000. Trzykrotnie został z nim mistrzem Mauritiusa w sezonach 2003, 2003/2004 i 2004/2005 oraz sięgnął po krajowy puchar w 2005 roku. W latach 2007–2015 występował w Pamplemousses SC, w którym zakończył karierę. Wraz z nim dwukrotnie był mistrzem kraju w sezonach 2010 i 2011/2012, dwukrotnie wicemistrzem w sezonach 2007/2008 i 2013/2014 oraz zdobył Puchar Mauritiusa w sezonie 2008/2009.

## Kariera reprezentacyjna
W reprezentacji Mauritiusa Bayaram zadebiutował 9 stycznia 1995 roku w przegranym 0:3 meczu kwalifikacji do Pucharu Narodów Afryki 1996 z Zambią. Od 1995 do 2008 wystąpił w kadrze narodowej 56 razy.